# Linia szkwału

Linia szkwału nad USA widziana z radaru dopplerowskiego

Linia szkwału – strefa układających się w linię burz, które mają wspólną przyczynę powstania i formują się zwykle przed frontem chłodnym. Tego typu burze mogą tworzyć linie długości kilkuset kilometrów, często istnieją przez wiele godzin i mogą przynosić wiele wyładowań atmosferycznych, porywiste wiatry, intensywne opady deszczu i gradu, a czasem również tornada.

## Mechanizm istnienia linii szkwału

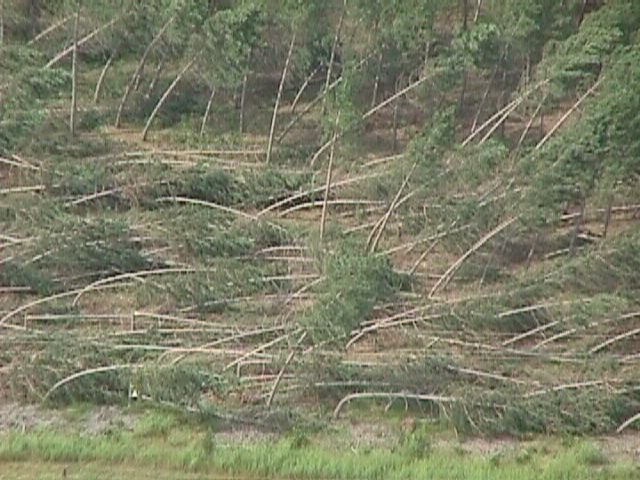
Położone drzewa po podmuchu downburst

Linie szkwału mają wykształcony system prądów wstępujących i zstępujących, który pozwala istnieć im przez wiele godzin nawet w godzinach nocnych. Ten mechanizm opiera się na podnoszeniu ciepłego i wilgotnego powietrza przed linią szkwału przez opadające chłodne powietrze z prądów zstępujących w chmurach burzowych. W ten sposób zimniejsze powietrze wypiera cieplejsze w górę i następuje dalszy rozwój burz. Zanik burz szkwałowych następuje wraz ze zniknięciem powietrza o dużej chwiejności termodynamicznej przed linią szkwału.

## Niebezpieczeństwo burz linii szkwału

Schemat ewolucji bow echo

Najniebezpieczniejsze są porywiste wiatry wiejące w momencie nadejścia linii szkwału. Są one związane z wytworzeniem tzw. frontu szkwałowego i ich przyczyną jest szybko spadające w chmurze zimne powietrze z górnych rejonów troposfery. Silne uderzenia wiatru na liniach szkwałów będące następstwem silnych prądów zstępujących są określane mianem downburst. Mogą one powodować ogromne szkody na dużych terenach (tak ja te w po wichurze w Puszczy Piskiej w 2002 roku) oraz przyczyniać się do tragicznych wypadków (jak ten podczas białego szkwału w 2007 roku).

## Bow echo
Najgwałtowniejsze wiatry mogą pojawiać się w rejonach, gdzie burze zwykle na mniejszym obszarze układają się w kształt łuku (odbicie radarowe o nazwie bow echo). W późniejszej fazie rozwoju bow echo przyjmuje kształt przecinka (stąd nazwa comma echo). Wówczas mogą się pojawić tornada na północnym łuku comma echo.

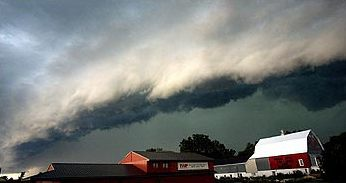
Wał szkwałowy często zwiastujący szybkie nadejście gwałtownej burzy i porywistych wiatrów

## Oznaki zbliżania się burz linii szkwałowych
Już z daleka może być widoczna zwarta strefa wypiętrzonych cumulonimbusów z kowadłami burzowymi. W miarę zbliżania się krawędzi burz może być widoczny wał szkwałowy zwykle pod postacią wału lub ściany zwisających niżej chmur. Jej obecność często zwiastuje gwałtowną burzę i szybkie pojawienie się porywistego wiatru i intensywnych opadów i wówczas czasu na znalezienie bezpiecznego schronienia jest już niewiele.